# Sluneční konstanta
Sluneční konstanta (taky solární konstanta) je tok sluneční energie procházející plochou 1 m², kolmou na směr paprsků, za 1 s ve střední vzdálenosti Země od Slunce měřený mimo zemskou atmosféru. Konstanta zahrnuje celé spektrum slunečního záření, nejen viditelné světlo. Veličinou je hustota zářivého toku.

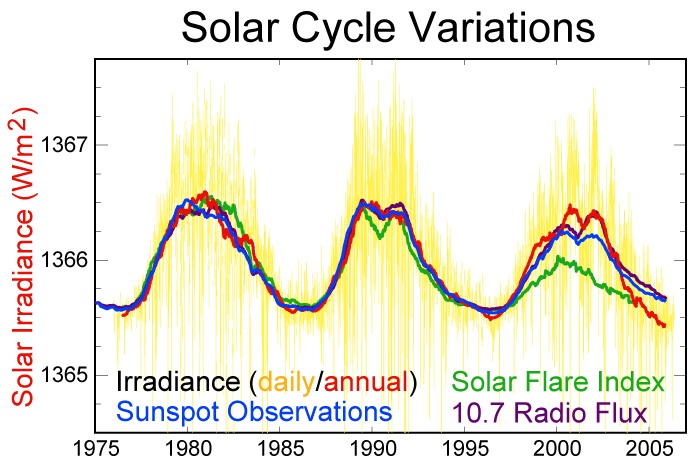
Změny sluneční konstanty. Žluté křivky ukazují denní družicová měření.

Vzhledem k tomu, že oběžná dráha Země kolem Slunce je mírně excentrická, skutečný tok sluneční energie (solární iradiance) na Zemi během roku kolísá. Odchylky proti hodnotě sluneční konstanty činí přibližně ±3,4 % a jsou přibližně dány jako
{\displaystyle Q\approx S_{0}\left(1+0.034\cos \left(2\pi {\frac {n}{365.25}}\right)\right)}
kde n je pořadové číslo dne v roce, protože perihélium Země je zhruba 4. ledna.

## Stanovení velikosti konstanty
Intenzita slunečního záření je měřena satelity nad zemskou atmosférou. Pro určení solární konstanty je přepočítána pomocí zákona převrácených čtverců na vzdálenost jedné astronomické jednotky (au).
Sluneční výkon je téměř, ale ne zcela konstantní. Odchylky v celkovém slunečním ozáření (TSI - total solar irradiation) jsou však tak malé, že bylo obtížné je detekovat technologií dostupnou před érou satelitních měření (±2 % v roce 1954). Ze satelitních měření vyplývá, že sluneční konstanta v průběhu solárních cyklů kolísá řádově o desetiny procenta.
Nejpřesněji hodnota změřená v době slunečního minima v roce 2008 je 1 360,8 ± 0,5 W/m2. Při pokusech o určení sluneční konstanty z pozemských pozorování byla konstanta určena s nejistotou 2 %. Důvodem je především nestabilita atmosférických podmínek a také skutečnost, že atmosféra nepropouští sluneční záření v celém rozsahu spektra. Při novějších pozorováních (pomocí družic), které umožňují sledovat až 99,9 % spektrálního rozsahu, se zjistily malé změny hodnoty sluneční konstanty v závislosti na sluneční aktivitě, a to o 0,1 %. 
Periodické změny sluneční konstanty nemají vliv na momentální počasí.[zdroj?] Ovlivňují sice dlouhodobé změny klimatu, nelze však jimi vysvětlit současný růst průměrných teplot od poloviny 20. století.

## Množství energie dopadající na Zemi
Celkové množství záření přijímaného Zemí ze Slunce je určeno zemským průřezem (πr2), ale jak planeta rotuje, je tato energie distribuována na celý zemský povrch (4πr2). Z toho důvodu je průměrná hodnota množství slunečního záření (tzv. insolace – oslunění) rovna jedné čtvrtině sluneční konstanty – kolem 342 W/m². Konkrétní množství sluneční energie dopadající v daném místě a čase na povrch je ovlivněno stavem atmosféry, zeměpisnou šířkou a ročním obdobím. Sezónně pak kolísá průměrná globální teplota o více než ±1,5 °C. Roli hraje i znečištění ovzduší.

## Historie měření
V roce 1884 se Samuel Pierpont Langley pokusil odhadnout velikost sluneční konstanty v Mount Whitney v Kalifornii, pokusil se také eliminovat vliv absorpce energie atmosférou (odečítáním hodnot v různých denních dobách). Dospěl k nesprávné hodnotě 2 903 W/m2, snad kvůli matematické chybě. Mezi roky 1902 a 1957, měření prováděná Charlesem Greeley Abbotem a dalšími z různých míst ve vysokých nadmořských výškách určila hodnotu mezi 1 322 a 1 465 W/m2 (tedy stále až o 8 % chybně). Abbott prokázal, že jedna z Langleyho korekcí byla chybně použita.
Kolem roku 1980 satelitní měření vykazovala hodnoty i přes 1370 W/m2 a měření jednotlivých satelitů se od té doby stále liší v naměřených hodnotách nenavazují. Ještě kolem roku 2000 byla odhadována na 1366 W/m2 (tj. téměř o 0,5 % více než je současná hodnota). Satelitní měření mají před startem přesnost 350 ppm, která ale během mise degraduje. Radiační působení vztažené oproti hodnotám k roku 1750 is méně než 2 W/m2 a asi 0.2 W/m2.

## Sluneční konstanty planet
| Planeta | Sluneční konstanta W/m2 | Porovnání se Zemí |
| ------- | ----------------------- | ----------------- |
| Merkur  | 9 040                   | 6,7               |
| Venuše  | 2 610                   | 1,9               |
| Země    | 1 366                   | 1,0               |
| Mars    | 590                     | 0,4               |
| Jupiter | 50                      | 0,04              |
| Saturn  | 15                      | 0,01              |
| Uran    | 3,7                     | 0,003             |
| Neptun  | 1,5                     | 0,001             |